# Langes Holz und Steinberg westlich Hettstedt
Langes Holz und Steinberg westlich Hettstedt este o arie protejată (arie specială de conservare — SAC, sit de importanță comunitară — SCI) din Germania întinsă pe o suprafață de 103 ha, integral pe uscat.

## Localizare
Centrul sitului Langes Holz und Steinberg westlich Hettstedt este situat la coordonatele 51°39′45″N 11°28′52″E / 51.6625°N 11.4811°E.

## Înființare
Situl Langes Holz und Steinberg westlich Hettstedt a fost declarat sit de importanță comunitară în octombrie 2000 pentru a proteja 2 specii de animale. Situl a fost protejat și ca arie specială de conservare în decembrie 2018.

## Biodiversitate
Situată în ecoregiunea continentală, aria protejată conține 5 habitate naturale: Lacuri eutrofice naturale cu vegetație de tip Magnopotamion sau Hydrocharition, Păduri de fag Luzulo-Fagetum, Păduri de fag Asperulo-Fagetum, Păduri de stejar și carpen Galio-Carpinetum, Păduri aluvionare cu Alnus glutinosa și Fraxinus excelsior (Alno-Padion, Alnion incanae, Salicion albae).
La baza desemnării sitului se află mai multe specii protejate de  mamifere (2): liliac cârn (Barbastella barbastellus), liliac comun (Myotis myotis)